# 聖靈門

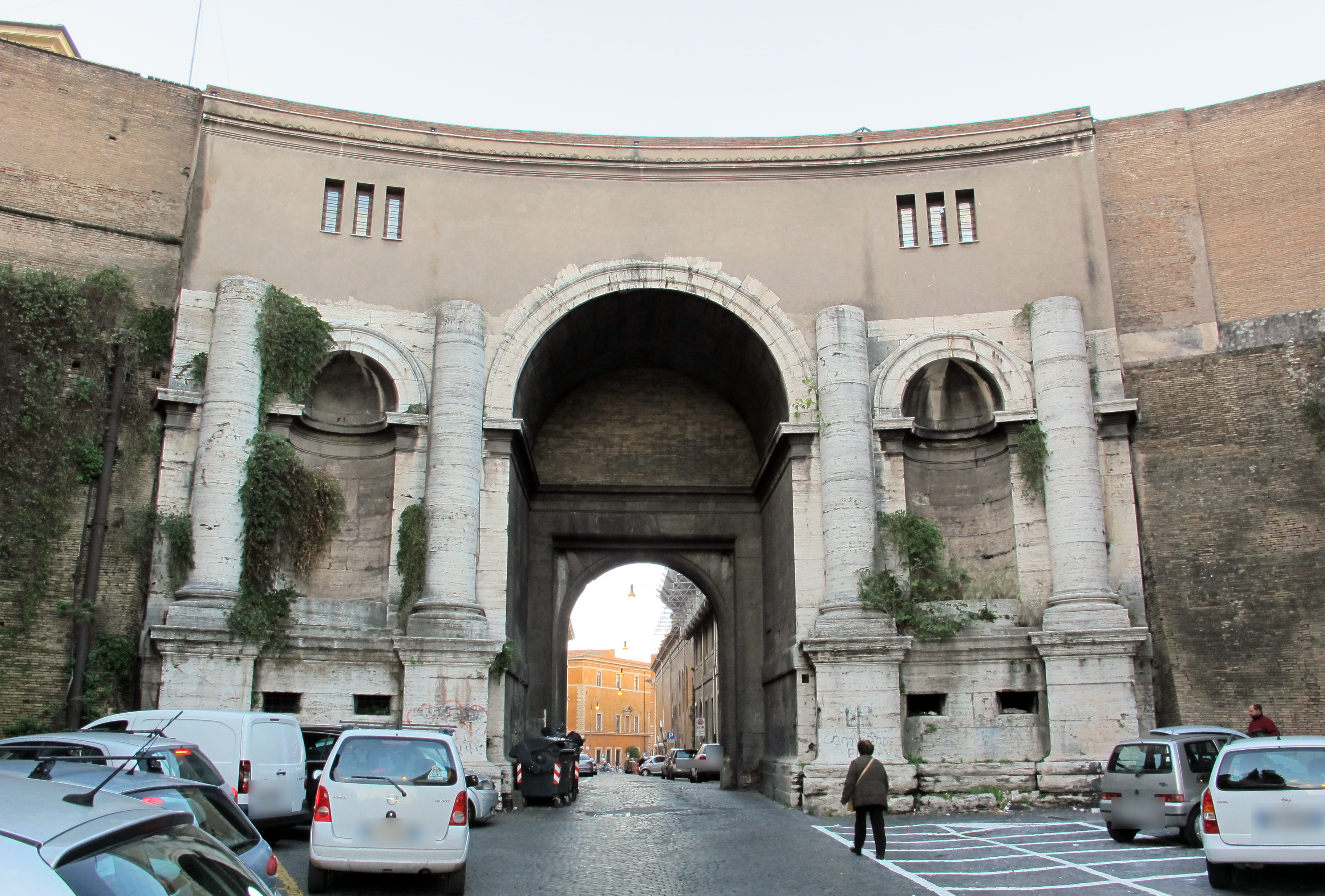

聖靈門（Porta Santo Spirito）是羅馬利奧城牆的城門之一，位於同名醫院的後方。這座城門也是梵蒂岡城牆中最古老的城門，其歷史可以追溯至約850年時。